# Alisma ×juzepczukii
Alisma ×juzepczukii, vrsta hibridnog žabočuna (porodica žabočunovki) raširena jedino po Europskoj Rusiji
To je trajnica ili helofit i raste prvenstveno u umjerenom biomu. Hibridna formula je A. ×bjoerkqvistii × A. plantago-aquatica.